# 16 carrers
16 carrers (16 Blocks) és una pel·lícula estatunidenca estrenada l'any 2006 i dirigida per Richard Donner segons la tècnica ficció en temps real (real time). Ha estat doblada al català.

## Argument
Jack Mosley és un inspector alcohòlic del NYPD. De tornada a la oficina un matí, després d'haver muntat guàrdia en el lloc d'un crim tota la nit, li confien una tasca relativament simple: escortar un testimoni al tribunal, situat 16 illes de cases més lluny. Aquest ha de testificar davant un gran jurat abans de 10 del matí, la qual cosa els dona una mica menys de dues hores (118 minuts) per presentar-se a la cort.
El testimoni és Eddie Bunker (Mos Def), un xerraire que emprenya ràpidament Jack. En el camí del tribunal, són bloquejats i atacats per desconeguts. Jack i Eddie es refugien a un bar, Jack demana reforços. L'inspector Frank Nugent (David Morse), excompany de Jack, arriba amb diversos altres policies. Explica que Eddie és a punt de testificar contra policies corruptes i que seria "interessant" que el testimoni desaparegui. Nugent proposa llavors una escenificació a la qual Eddie seria mort pels policies en legítima defensa. Però quan un dels policies es disposa a abatre Eddie, Jack fereix el policia i fuig amb el testimoni.
Hi ha dos finals a 16 carrers: un on Jack s' en surt amb dos anys de presó (versió cinema) i una altra on mor al final als passadissos del tribunal (versió prevista pel guió inicial, i presentada com versió alternativa en DVD).

## Repartiment
- Bruce Willis: inspector Jack Mosley
- Mos Def: Eddie Bunker
- David Morse: inspector Frank Nugent
- Jenna Stern: Diane Mosley
- Casey Sander: capità Gruber
- Cylk Cozart : inspector Jimmy Mulvey
- David Zayas: inspector Robert Torres
- Robert Racki: inspector Jerry Shue
- Patrick Garrow: Touhey
- Sasha Roiz: Kaller
- Conrad Pla: Ortiz
- Hechter Ubarry: Maldonado
- Peter McRobbie: Mike Sheehan
- Mike Keenan: Fitzpatrick
- Robert Clohessy: Cannova
- Jess Mal Gibbons: Pederson
- Tig Fong: Briggs
- Brenda Pressley: MacDonald
- Kim Chan: Sam
- Carmen López: Gracie
- Claudio Masciulli: Dominic Forlini

## Al voltant de la pel·lícula
- Aquest film seria una adaptació del film de Clint Eastwood, Ruta suïcida, estrenada l'any 1977, però no es detalla als crèdits.
- El rodatge va tenir lloc del 21 d'abril al 10 de juny del 2005 a Nova York i Toronto.

## Crítica
- "Amb una posada en escena recargolada i un muntatge febril (...) Donner aconsegueix un parell de retrats plausibles i empàtics (...) Puntuació: ★★★ (sobre 5)."[3]
- "És un plaer veure a Bruce Willis fent alguna cosa que li surt tan natural"
- "Una pel·lícula de persecucions conduïda a la velocitat idònia per a un alcohòlic de mitjana edat. (...) Willis té aquesta mirada que diu: 'serà fotut haver de fer això, però no podria seguir vivint si no ho fes'. Sempre he pensat que és millor que la mirada que diu: 'venceré perquè aquesta és una pel·lícula d'acció i jo sóc l'heroi'. (...) Puntuació: ★★★ (sobre 4)."[4]